# Provincia Lampang
Lampang (în thailandeză ลำปาง) este o provincie (changwat) din Thailanda. Situată în regiunea de Nord, provincia Lampang are în componența sa 13 districte (amphoe), 100 de sub-districte (tambon) și 855 de sate (muban). 
Cu o populație de 767.691 de locuitori și o suprafață totală de 12.534,0 km2, Lampang este a 32-a provincie din Thailanda ca mărime după numărul populației și a 10-a după mărimea suprafeței.